# Josselyn Van Tyne
Josselyn Van Tyne (* 11. Mai 1902 in Philadelphia, Pennsylvania; † 30. Januar 1957 in Ann Arbor, Michigan) war ein US-amerikanischer Ornithologe und Museumskurator für Vögel.

## Leben
Van Tyne war der Sohn von Claude Halstead Van Tyne und Isabella Joslin Van Tyne. Sein Vater war Historiker und arbeitete an der University of Pennsylvania und später an der University of Michigan, wo er Leiter des Fachbereichs Geschichte wurde.
Van Tyne interessierte sich bereits als Kind für Vögel. Er war ein häufiger Besucher des University of Michigan Museum of Natural History in Ann Arbor. Er erwarb 1925 seinen Bachelor-Abschluss an der Harvard University und promovierte 1928 an der University of Michigan mit der Dissertation The life history of the toucan, Ramphastos brevicarinatus über die Biologie des Fischertukans (Ramphastos sulfuratus) zum Ph.D. Dafür führte Van Tyne eine Langzeitstudie auf der Insel Barro Colorado in der Panamakanalzone durch. Sein Interesse an Tukanen hielt sein Leben lang an.
Van Tyne arbeitete am University of Michigan Museum of Natural History, zunächst als Assistenzkurator und ab 1931 als Kurator, eine Position, die er bis zu seinem Tod innehatte. Sein Nachfolger als Kurator für Vögel am Museum war Harrison Bruce Tordoff. 1930 wurde Van Tyne Dozent am Fachbereich Zoologie der University of Michigan, dann Assistenzprofessor, außerordentlicher Professor und schließlich 1953 Professor für Zoologie. 
Van Tynes Forschungsschwerpunkte waren Systematik, Vorkommen, Ökologie und Biologie der Vögel. Er arbeitete hauptsächlich im Museum, unternahm aber jedes Jahr lange Expeditionen. 
Als Mitglied der Kelley-Roosevelt-Expedition besuchte er Indochina von 1928 bis 1929. Weitere Reisen führten in die Panamakanalzone, nach Guatemala, Britisch-Honduras, Yucatan, auf die Bahamas, in die kanadische Arktis, nach Europa, in die Chisos Mountains in Texas und in nahezu jeden Teil von Michigan. Er war ein effizienter Sammler und leistete akribische Präparationsarbeit an Tausenden von Vogelbälgen, von denen viele unter schwierigen tropischen Bedingungen konserviert wurden.
1947 zählte Van Tyne neben Alexander Wetmore zu einem Team von Wissenschaftlern, das die Familie der Waldsänger (Parulidae) taxonomisch einführte.
Van Tyne war von 1939 bis 1948 Redakteur des Wilson Bulletin und von 1935 bis 1937 Präsident der Wilson Ornithological Society. Er trat 1922 der American Ornithologists’ Union bei, wo er 1936 zum Fellow gewählt wurde. Er war in mehreren Ausschüssen tätig. Von 1950 bis 1953 fungierte auch als Präsident der Vereinigung. Im Jahr 1954 leitete er den International Ornithological Congress in Basel, Schweiz.
Josselyn Van Tyne heiratete 1933 Helen Belfield Bates (1896–1980), die Tochter von Henry Moore Bates (1869–1949), der 1910 für 29 Jahre zum Dekan der University of Michigan Law School gewählt wurde.

## Dedikationsnamen
Nach Van Tyne sind die Unterarten Peucaea botterii ssp. vantynei der Streifenrückenammer und Pycnonotus flaviventris ssp. vantynei des Haubenbülbüls benannt.

## Erstbeschreibungen von Josselyn Van Tyne
- Pipilo maculatus ssp. gaigei Van Tyne & Sutton, 1937 (Unterart der Fleckengrundammer)
- Vireo plumbeus ssp. notius Van Tyne, 1933 (Unterart des Weißstirnvireos)
- Geothlypis trichas ssp. insperata Van Tyne, 1933 (Unterart des Weidengelbkehlchens)
- Sturnella magna ssp. griscomi Van Tyne & Trautman, 1941 (Unterart des Lerchenstärlings)
- Hydrornis nipalensis ssp. hendeei Bangs & Van Tyne, 1931 (Unterart der Blaunackenpitta)
- Petrochelidon fulva ssp. citata Van Tyne, 1938 (Unterart der Höhlenschwalbe)
- Buteo jamaicensis ssp. fuertesi Sutton & Van Tyne, 1935 (Unterart des Rotschwanzbussards)
- Colinus nigrogularis ssp. caboti Van Tyne & Trautman, 1941 (Unterart der Schwarzkehlwachtel)
- Schoeniparus rufogularis ssp. kelleyi (Bangs & Van Tyne, 1930) (Unterart des Rotband-Zweigdrosslings)
- Tinamus major ssp. percautus Van Tyne, 1935 (Unterart des Großtinamus)
- Phainopepla nitens ssp. lepida Van Tyne, 1925 (Unterart des Trauerseidenschnäppers)
- Ramphocaenus melanurus ssp. ardeleo Van Tyne & Trautman, 1941 (Unterart des Schwarzschwanz-Degenschnäblers)
- Colinus nigrogularis ssp. persiccus Van Tyne & Trautman, 1941 (Unterart der Schwarzkehlwachtel)
- Phylloscopus cantator ssp. pernotus Bangs & Van Tyne, 1930 (Unterart des Gelbbrust-Laubsängers)
- Alcippe poioicephala ssp. alearis (Bangs & Van Tyne, 1930) (Unterart des Graukopf-Zweigdrosslings)
- Agelaius phoeniceus ssp. pallidulus Van Tyne & Trautman, 1946 (Unterart des Rotflügelstärlings)

## Schriften (Auswahl)
- Life history of the toucan, Ramphastos brevicarinatus. 1929 (englisch).
- Descriptions of five new Indo-Chinese birds. Field Museum of Natural History, 1930 (englisch, archive.org).
- Outram Bangs, Josselyn Van Tyne: Birds of the Kelley-Roosevelts Expedition to French Indo-China. 1931, doi:10.5962/bhl.title.3074 (englisch).
- The Birds of Northern Petén, Guatemala. 1935 (englisch).
- … The discovery of the nest of the Colima warbler (Vermivora crissalis). 1936 (englisch).
- George M. Sutton, Josselyn Van Tyne: The Birds of Brewster County, Texas. 1937 (englisch).
- Check list of the birds of Michigan. 1938 (englisch).
- mit R. T. Hatt; L. C. Stuart; C. H. Pope; A. B. Grobman: Island life: a study of the land vertebrates of the islands of eastern Lake Michigan (= No. 27). Cranbrook Institute of Science, 1948, Chapter 6. The Birds (von Josselyn Van Tyne) – (englisch).
- mit William Holland Drury, Jr.: The Birds of Southern Bylot Island: 1954. University of Michigan Press, 1959 (englisch).
- mit Dale A. Zimmerman: A Distributional Check-list of the Birds of Michigan. 1959 (englisch).
- mit Andrew J. Berger: Fundamentals of Ornithology. 1959 (englisch).